# Dorymyrmex planidens
Dorymyrmex planidens é uma espécie de formiga do gênero Dorymyrmex.